# Grammitis holophlebia
Grammitis holophlebia är en stensöteväxtart som först beskrevs av Bak., och fick sitt nu gällande namn av Edwin Bingham Copeland. Grammitis holophlebia ingår i släktet Grammitis och familjen Polypodiaceae. Inga underarter finns listade.